# Gymnopedia
Gymnopedia – święto w Sparcie poświęcone Apollinowi Pytiosowi oraz Artemidzie i Dionizosowi.
Obchodzone prawdopodobnie od VII wieku p.n.e., trwało przez kilka dni w miesiącu Hekatombajon (lipcu).
Podczas jego obchodów odbywały się zawody lekkoatletyczne. Wykonywano pieśni chóralne Taletasa i Alkmana oraz peany Dionizodota. Na agorze śpiewały trzy chóry: rozstawionych na czele efebów, starców (z prawej) oraz mężczyzn-wojowników (z lewej strony).   Wykonywano również charakterystyczne dla Spartiatów tańce. Uczestniczyli w nich w odrębnych grupach nadzy efebowie oraz dojrzali mężczyźni (wyłącznie żonaci).  Tańczyli oni m.in. swój wojskowy taniec pyrriche. Podczas tych świąt kawalerów obrzucano rytualnymi obelgami, wymawiając im lekceważenie obowiązku małżeństwa i płodzenia dzieci.
W trakcie świąt oddawano hołd poległym w wielkich bitwach wojownikom spartańskim (pod Tyrają, Termopilami, Leuktrami).
Gymnopedia były najbardziej widowiskowym świętem spartańskim i już w okresie klasycznym ściągały widzów z innych miast greckich. Najczęściej nazwę tę tłumaczy się jako Festiwal Nagich Młodzieńców (od gymnos i paides); istnieje jednak i pogląd, że gymnos oznacza nie nagich, ale nieuzbrojonych, a druga część nazwy pochodzi od słowa oznaczającego taniec, należałoby więc to święto rozumieć jako „festiwal tańca bez broni”.